# 域陀·祖利亞
域陀·施華·阿西斯·達·奧利華拉·祖利亞（Vitor Silva Assis de Oliveira Júnior，1986年9月15日—）一般称作域陀祖利亞，生于阿雷格里港，巴西职业足球运动员，现效力于日本職業足球联赛球会川崎前鋒队。